# Erddruck

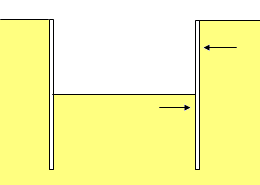
Erddruck: Der aktive Erddruck ist durch den oberen Pfeil nach innen angedeutet, der passive Erddruck durch den unteren Pfeil nach außen

Erddruck ist ein Begriff der Geotechnik und insbesondere für die Gründung (das Fundament) von Bauwerken und bei Baugruben von Bedeutung.
Hinsichtlich der Größe des Erddruckes unterscheidet man zwei Extremfälle:
- Der aktive Erddruck ist der kleinste Druck, den ein Boden vorgegebener Eigenschaften auf ein Bauwerk (z. B. eine Stützmauer oder eine Gabionenwand) vorgegebener Geometrie ausüben kann. Dieses Minimum wird nur erreicht, wenn das Bauwerk dem Druck in gewissen Grenzen nachgeben kann. Anderenfalls sind die Belastungen höher, man spricht dann vom erhöhten aktiven Erddruck, der aber noch unter dem Erdruhedruck liegt (s. u.).
- Der passive Erddruck oder Erdwiderstand ist der größte Erddruck, mit dem ein Boden eine Bauwerkswand stützen kann. Er tritt z. B. auf als Erdwiderstand im Boden vor dem Fuß einer im Boden eingespannten Spundwand und wirkt im Gegensatz zum aktiven Erddruck der Bewegungsrichtung entgegen. Dieses Maximum tritt im Allgemeinen erst bei einer Bewegung des Bauwerkes im Zentimeter- bzw. Dezimeterbereich auf.
- Zwischen diesen beiden Werten liegt der Erdruhedruck, der u. a. für starre und unverschiebliche Bauwerke gilt, die von beiden Seiten verfüllt werden.

Bei sonst gleichen Bedingungen ist der passive Erddruck wesentlich größer als der aktive.
Die Bezeichnungen aktiver und passiver Erddruck führte der österreichische Bauingenieur Georg Rebhann (1824–1892) in die deutsche Sprache ein.
Aktiver und passiver Erddruck hängen u. a. von folgenden Parametern ab:
- Dichte des Bodens
- Kohäsion des Bodens
- innerer Reibungswinkel des Bodens
- Reibungsbeiwert zwischen Boden und Wand
- Abstand von der Oberfläche und Neigung des Geländes
- Neigung der Bauwerkswand gegenüber der Senkrechten
- Auflasten (z. B. Gebäude und Fahrzeuge).

Steht Grundwasser an, so ist der Wasserdruck gesondert zu behandeln und für Böden im Grundwasser die Wichte unter Auftrieb zu verwenden.
Die Komponenten des Erddruckes in horizontaler bzw. vertikaler Richtung werden als horizontaler bzw. vertikaler Erddruck bezeichnet.

## Geschichte
In Frankreich befasste sich zuerst Vauban nach rationalen Methoden mit der Erddrucklehre für seine Festungs-Stützmauern (nach Jean Kerisel), seine Denkschrift dazu (Profil général de Vauban pour les murs de soutènement), die er seinen Ingenieuren 1667 schickte, ist aber nicht erhalten.
Von Pierre Bullet stammt 1691 der erste Versuch einer Erddrucktheorie. Er nahm damals an, dass die horizontale Kraft aus Erddruck auf eine Mauer so groß sei wie das Gewicht eines reibungsfrei gelagerten Erdkeiles, der unter einem Winkel von 45° hinter der Mauer ansteht und gegen die Wand drückt. Die gleiche Theorie vertrat Bernard de Bélidor in seinem Buch von 1729 La science des ingénieurs.
Pierre Couplet des Tortreaux entwickelte 1729/1730 eine Starrkörper-Theorie des Gewölbes und bestimmte den Erddruck auf Gewölbe und Mauern. Seine Theorie galt bis zur Erddrucktheorie von Coulomb.
Coulomb stellte 1776 eine verbesserte Erddrucktheorie auf. In ihr wird ein Extremwertproblem der Differentialrechnung betrachtet, das vom Kräftegleichgewicht an einem abrutschenden Erdkeil hinter einer Bauwerkswand ausgeht.
Im 19. Jahrhundert wurden verschiedene graphische Verfahren entwickelt, z. B. von Jean-Victor Poncelet, Karl Culmann, Georg Rebhann, Christian Otto Mohr und Friedrich Engesser. In England entwickelte Rankine 1857 eine Erddrucktheorie. Weitere Verbesserungen brachten in Deutschland Heinrich Müller-Breslau und Hans Detlef Krey an; die Erddrucktabellen von Krey wurden ab Anfang des 20. Jahrhunderts viel genutzt. In Frankreich gaben Albert Caquot und Jean Kerisel in den 1940er Jahren Erddrucktafeln heraus, die auf nicht ebenen Gleitflächen aufbauten und auch auf passiven Erddruck anwendbar waren.